# Cụm sao mở

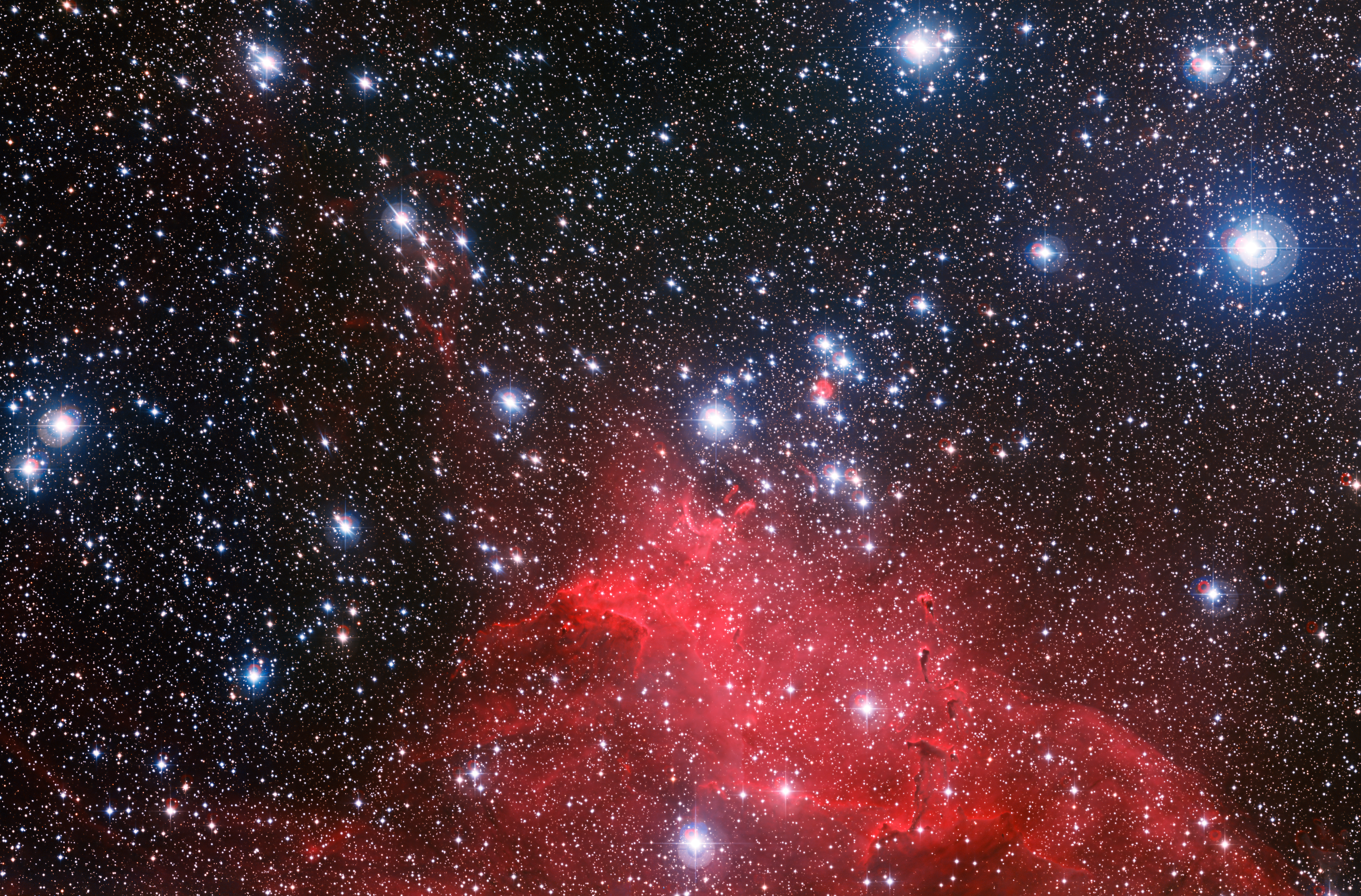
Cụm sao mở thiên hà NGC 3572 và các vật thể xung quanh.

Một cụm sao mở, quần tinh mở hay còn được gọi là cụm sao phân tán, cụm sao thiên hà, là một nhóm lên đến vài ngàn ngôi sao được hình thành từ các đám mây phân tử khổng lồ giống nhau và có khoảng cùng độ tuổi. Hơn 1.100 cụm sao mở đã được phát hiện trong dải Ngân Hà, và nhiều cụm sao mở hơn nữa được cho là tồn tại. Chúng liên kết một cách lỏng lẻo với nhau bởi lực hấp dẫn lẫn nhau và trở nên gián đoạn bởi cuộc đụng độ gần với các cụm sao mở khác hoặc các đám mây khí khi chúng quay quanh trung tâm thiên hà, kết quả là có sự dịch chuyển đến các thân chính của thiên hà cũng như một sự mất mát bớt các sao thành viên nhóm thông qua cuộc đụng độ gần nội bộ.
Các cụm sao mở thường tồn tại trong một vài trăm triệu năm, với những cụm lớn nhất còn có thể sống sót trong một vài tỷ năm. Ngược lại, các cụm sao hình cầu lớn hơn tác động một lực hấp dẫn mạnh mẽ trên các sao thành viên của chúng, và có thể tồn tại lâu hơn. Cụm sao mở đã được tìm thấy trong thiên hà xoắn ốc và bất thường, trong đó hoạt động hình thành sao đang diễn ra.
Cụm sao mở trẻ vẫn có thể được chứa trong các đám mây phân tử mà từ đó chúng hình thành, chiếu sáng nó để tạo ra một vùng H II. Theo thời gian, áp suất bức xạ từ các cụm sẽ phân tán các đám mây phân tử. Thông thường, khoảng 10% khối lượng của một đám mây khí sẽ kết hợp lại thành những ngôi sao trước khi áp suất bức xạ đẩy phần còn lại của khí đi.